# 사사키 리코

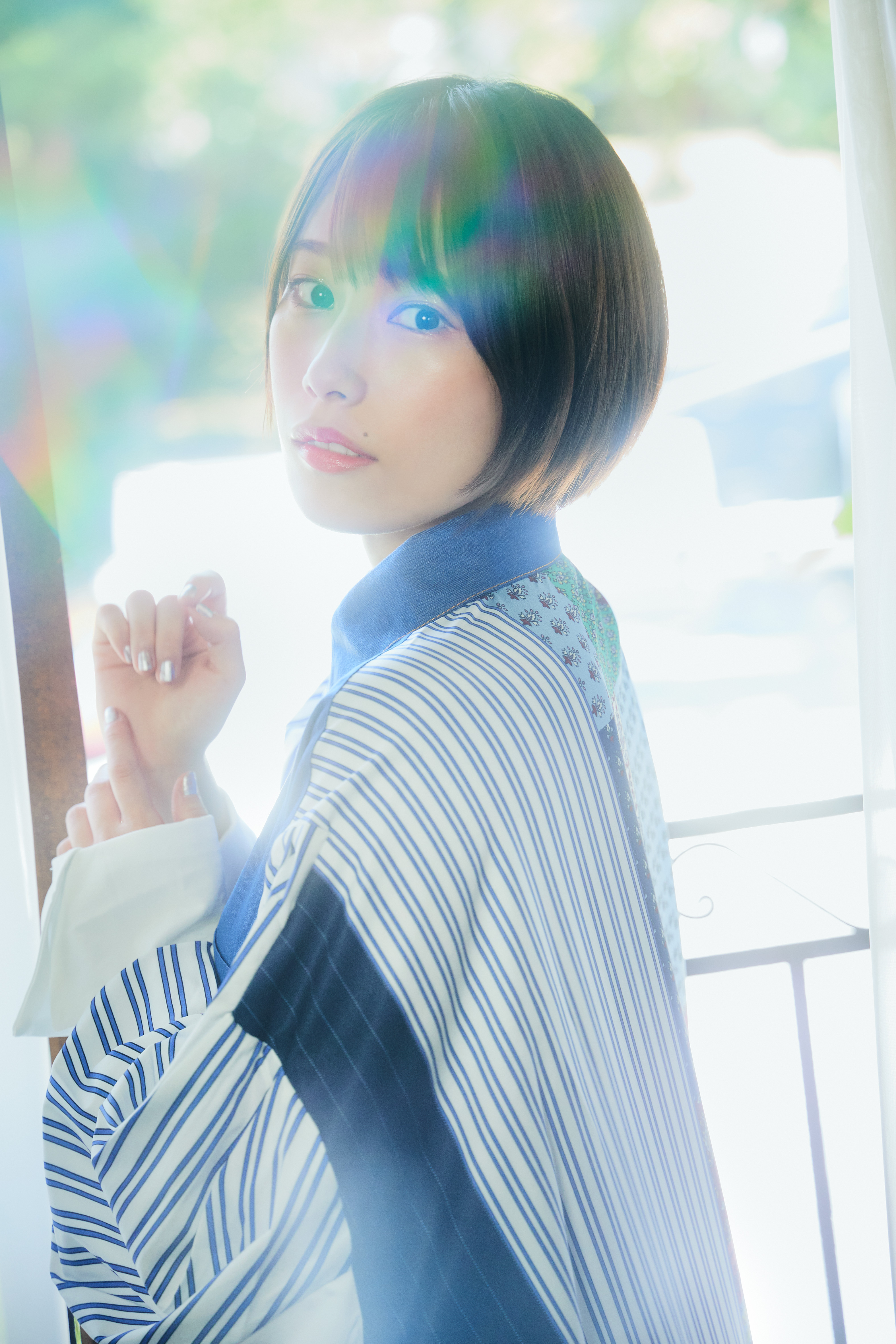

사사키 리코(佐々木李子, 1997년11월 10일~)는 일본의 여성 가수, 성우이다.사무소로서는 텔레비전 아사히 뮤직 소속이지만,"Windshifter"에서 란티스 데뷔, 겸임하게 됐다.

## 개요
아키타현 출신.
애칭은 『 미소녀 게임 유닛 크레인 게일 』에는 "리코 왜요 "라고 불렸던 것 같기도 하지만 2021년의 생일의 전달로 "리 여기"가 됐다.또 2022년의 생일의 전달로 팬들의 명칭이 "백선"에 됐다.
또한 무엇이냐에 영향되었는지 순간"리 안녕하세요"라는 인사를 쓰다가 지금의 애칭이 된 뒤에는 "이 리 여기"등"~. 이쪽"라는 인사가 되고 있다.
참고로, 그렇게 화제에는 나지 않지만 오빠가 있다.
또한 머리에 대해서는 초기에는 장발이었으나 어느 시기부터 미디엄 머리 단발 머리를 하고 계속 고정되어 있다.색도 계속 갈색이 기본이었으나 란티스에 속한 것으로 탈색되면서 요즘은 금발과 은발 등 다양한 색깔을 시험하고 있다

## 내력
노래 부르는 것을 좋아하는 할머니와 함께 노래 부르는 것이 즐거운 나머지 부르기를 직업으로 하는 것을 꿈꾼 것 같다(또한, 사츠키 미도리의 "한가 하면 오세요"를 추억 삼아 말했다).거기서 5세에서 댄스를 초등 2학년 때부터 음성 훈련에 다니기 시작하고 뮤지컬을 권유 받은 결과"애니"을 목표로 한다.
2008년 초등 5학년 때 뮤지컬"애니"오디션에 합격하고 이듬해 4월 5월 공연 투모로우 조의 애니 역으로 주연을 했다.오디션에서는 3번째 도전에서 합격했다는 것(또한 프로필 란에도 있듯이 어려서부터 뮤지컬 관람을 취미로 있은 후에 공연하는 임 고자이 유치원 때 그녀의 "애니"의 무대를 보던 에피소드가 잘 알고 있다).
다만 뮤지컬은 자신의 노래가 아니라 커버였기 때문에 "애니"을 마친 무렵부터 나름의 노래를 부르도록 하는 것에 뜻을 두고 간것 같다.한편, 중학 1학년 때"바케모노 가타리"등을 친구에게 권유로 애니메이션에 빠진다.당시는 LiSA, 하루나의. supercell등을 애호하고 버린 것이다.
"애니"을 계기로 노래와 연기에 눈 뜬 것으로 고교에서는 센다이의 음악 전문 과정이 있는 학교에 음악과 성악과 전공하고 배웠다.한편, 초등 학생 무렵 체조 클럽에 들어 있었으며 중학에서는 기계 체조부였기 때문에 신체 능력도 상당히 높다.또한 원래는 활발한 성격이고 초등 학생 때는 도마뱀의 꼬리 콜렉션까지 할수록 액티브이었지만 중학 3학년 때 중2병에 걸리고 내성적인 문학 소녀가 되어 버렸다는 것.
또한 만일 다카라즈카 가극단이 되었을 때의 망상에서 자신의 예명은 몽성 동백으로 설정했던 것으로 알려졌다.
다만 작은 몸집이며 키가 낮은 것을 과거에는 다소 마음에 있었던 모양이다.
고교 졸업 후 상경하는 성우 전문 학교에서 더 연기를 닦고, 2016년에는 "마음 조각"의 미치루 역으로 성우 데뷔. 그리고"미소녀 게임 유닛 크레인 게일"의 쿄코 역으로 첫 주연을 했다.또한 성우 데뷔 때는 딱딱하게 긴장했으며 야스노 키요노에 부드럽게 받은 것을 말하고 있다.
2018년에는 "풍운 유신 다이 ☆ 쇼군"의 OP"영혼을 RISES"를 노래한 Kyoco와 유닛을 짜다,"Re-connect"의 멤버로 2019년 3월까지 활동했다.또한, 유닛 명의로 해산은 하지 않았기 때문에 초판자로서는 또 다른 기적의 만남이 된다면 꼭 활동을 다시 전개하고 원하는 것이다.
2020년 현재는 "사신. 니 드롭 킥"에서 포포로은 역,"키라고 프리 ☆ 장"에서 너무 아 역을 맡고 있는 데 따른 지명도는 더 상승 중.가끔 그녀가 티켓을 팔고 다니는 모습의 목격 정보가 도내에서 벌어진 홀로 공연"사사 키리코 2nd Oneman RicoRium~다만 너에게 노래하고 싶어~"도 무사 매진하게 되었다.
2020년 3월 12일 갑자기 YouTube에서 경기 실황을 시작했다.이쪽은 사사 키리코의 채널이 아니라 키리코와 게임.이라는 별도 채널이 되어 있으므로 주의.
여담이지만 자신 있는 요리는 아히ー죠이다.

## 취미·기호 등

### 음악 관련
어린 시절보다 노래와 음악을 더없이 사랑하는 다양한 음악과 만나면서 자란 사사 키리코.그녀의 자그마한 몸에서 상상도 못할 솔 펄 노랫 소리와 작품을 달구고 가는 다양한 연기로 현재도 많은 팬을 매료시키고 있다.바로 보내고 싶은 사람들에게 작품 세계를 만드는 잣는 빙의계 가수이다.
또한"Finale"에서의 털게와의 공작사 이후 옛날 하려고 한번 포기하고 있는 자신의 노래 음악의 작사도 다루고 있다.이후"커튼 콜을 흔들고"이 인생 최초 수준의 좌절의 재기를 시로 하는 등 사사 키리코의 개인적 체험이 작사에 반영된 것도 인터뷰 등에서 자주 말했다.또 어느 시기부터 어쿠스틱 기타, 그 후 전자 기타를 배우기 시작, 최근에는 기타 연주도 가창과 세트가 되고 있다.
또한 친구의 할머니가 쓰레기에서 가져온 기타를 손에 넣어 중학생 시절에 연습한 것 같지만, 한번 포기한 것 같다.그녀가 현재 기타 연주를 재개하고 이룬 조언을 한 것이 와시자키 타케시 것 같다.최종적으로는 인생에서 3번의 좌절을 거쳐서 기술을 입고 자신의 라이브에서 기타를 연주뿐만 아니라"BanG Dream!"의 Ave Mujica의 기타 보컬도 리스로 라이브로 연주하게 됐다.
참고로 영어는 예로부터 약하지만, 『 타이타닉 』의 원곡을 열심히 노래한 등 영어 노래는 선호했다.전편 영어 가사의 곡도 하고 있지만 사무소의 해외 직원의 도움말로 훈련하는 것 같다.
다만 바로 여러 악곡에 도전했지만 본인적으로 민요조의 노래엔 별로 감각이 없다고 생각하고 잘 못한다는 의식이 있는 것 같다.
또한 애니메이션 관련 이외에 좋아하는 아티스트로서 MOROHA을 주고 있다.또 록 방면에서는 SCANDAL 같은 걸스 밴드를 즐겼고 나나오 아카리 등도 좋아한다.

### 성우 애니메이션 관련
2016년 6월 22일 『 리스 애니메이션!WEB』에서 요즘 굉장히 존경한다고 말했기 때문에 아마 이 정도의 무렵부터 본격적으로 빠져들다 같다.이유로는 뮤지컬을 해서 댄스 등이 가능하며 가수로도 활동하기 때문에 자신도 성우업과 양립할 수 있도록 목표로 간것 같다.
또 옛날부터 프리큐어가 좋아하는 외에[☆ 사사 키리코"Play the world"발매 기념생 전달 ☆]에서 말한 것처럼 고교 시절에 프리 파라에 매달리다 용돈을 쏟아 부어서 부모에게 혼 났겠는가(뒤에 시리즈의 메인 캐릭터의 하나가 될 것이지.프리큐어에 관해서도 주제가 가수로 기용됨).
울트라맨은 잘 없지만 고등 학교 때 우연히 본 쟈미라이 좋아졌다.매니저가 울트라맨에 능통하기 위해잼 라의 설정을 파악한 결과 마음에 들어, 쟈미라 상품을 애용하고 있다.
"미소녀 게임 유닛 크레인 게일"에서 함께 유닛을 짜고 실사 파트에서 함께 크레인 게임을 했다 하라 나츠코는 지금도 사적으로 교류가 있다.역시 토쿠 이소라 모두"키라고 프리 ☆ 장"으로 다시 공연하고 2019년 11월 29일"토쿠 이소라의 마아루크 거지!"등에서 과거의 추억담과 현황에 꽃을 피우고 있다.
"사신. 니 드롭 킥"가 이런 배역인 코자카이 히로시 리에는 서로 천사의 도움이라는 점도 있어 이벤트 등에서 여러가지로 묶고 친목을 도모한 것 같다.사사 키리코가 하는 무대에 그녀를 게스트로 일으키기도 했다.
또"키라고 프리 ☆ 장"에서 주역의 모모야마 미래를 맡고 있는 임 고자와 자주 세트에서 라디오에 출연하게 된다.결과"프리 파라&키라고 프리 ☆ 장 Winter Live 2019"때 분장실에서 갑자기 그녀부터 권유되고, 2019년 12월 19일"IT/잇 THE END"그것" 보면 끝."를 같이 보러 가고 있다.
그 뒤 전자 레인지의 설치에 집에 갈 정도는 개인 친분으로 임 고자도 그녀의 무대에 자주 참여하면서 실질 주전으로 변했다.요즘도 YOASOBI의 『 아이돌 』을 듀엣으로 커버하고 있다.
"Bang Dream!"에서 서로 Ave Mujica이 된 것, 임 고자이란 원래 사이가 좋았던 것이 기인하고 최근엔 타카오 카논과 친목 도모, 숲 고자·다카오 카논의 두명의 3명으로 시간을 함께 하는 것도 늘고 왔다.

## 주요 출연 작품

### 애니메이션
- 마음의 조각(미치루)
- 미소녀 게임 유닛 크레인 게일(쿄코)
- 나조토키네(우도 꽃아)
- 러브 미(그룹에)
- 크리오네의 불빛(나나,)
- 오나가와 중 농구부 5명의 여름(안나)
- 사신. 니 드롭 킥(포포로은)
- 키라고 프리 ☆ 창(니지노 사키이다 이 아)
- 아 돌아가지 지에 응-없이(아다라)
- 카게키 초등을!!(야마다 아야코)
- 리 맨즈 클럽(호구 아야카, 절구 산혜)
- 월드 다이 스터(과연 지호)
- BanG Dream! It's MyGO!(삼각 첫 꽃)
- 링 카이!(쿨 미미 무지개)

### 게임
- STARLY GIRLS‐ Episode Starsia-(루나, 티타니아)
- 탑경 Clanpool(도조 아키라)
- 데스티니 차일드(부들 부들)
- 누구 소파 그 호텔(카네코 코노미)
- 도루즈 오더(아그라우에잉, 헤라우이ー)
- 보우 로직(노자 미려)
- 루우세의 바른 닐(치키타)
- VARIABLE BARRICADE(시이나 류우)
- Death end re+Quest2(마코토・후랑파ー)

### 드라마 CD
- 에도 막부 말기 Rock허 영혼(이즈미 시키브)

## 음반 목록

### 텔레비전 아사히 뮤직에서 발매

#### 싱글

##### Rico명의
- Come&Get It!(2014년 7월 23일) -커플링"프렌즈!프렌즈!"애니메이션 『 단지 모두 』 ED
- Quick City(2015년 1월 21일)

##### 사사 키리코 명의
- 카사브타/마음 조각/드림 클라이머(2016년 6월 22일) -텔레비전 아사히 계열 『 music의 TV』 2016년 6월 ED/애니메이션 『 마음 조각 』ED/애니메이션 『 미소녀 게임 유닛 크레인 게일 』 OP
- Recollections(2017년 6월 21일) -드라마 『 괴수 클럽, 공상 특촬 청춘기, 』 주제가/커플링"백일 꽃-햐크 니치 노 하나-"애니메이션 『 크리오네의 불빛 』 삽입곡
- 내일의 바람(2018년 2월 21일) -애니메이션 『 듀얼 마스터즈 』 2018년 1월 ED
- 커튼 콜을 흔들고(2019년 11월 20일) -애니메이션 『 듀얼 마스터즈 』 2019년 10월 ED ※애니메이션 판
- Play the world(2020년 2월 26일) -애니메이션 『 아픈 것은 싫어하는 것에서 방어력에 극 척 하고 싶습니다. 』 ED
- 시작!(2020년 11월 10일) -애니메이션 『 듀얼 마스터즈 킹 』 2020년 10월 ED
- 마음 딜리셔스(2022년 8월 24일 예정) -애니메이션 『 딜리셔스 파티 ♡ 프리큐어 』 후기 ED

#### 앨범
- 눈꺼풀 뒤에 비치는 것(2018년 8월 22일)
- 커튼 콜을 흔들고(2019년 11월 20일)※아티스트 반

#### 미니앨범
- 새벽(2023년 4월 19일)
- 저녁(2023년 4월 19일)

### 란티스에서 발매

#### 싱글
- Windshifter(2024년 5월 22일)